# Il pianoforte di Charlot
Il pianoforte di Charlot (His Musical Career) è un cortometraggio del 1914 scritto, diretto, montato e interpretato da Charlie Chaplin. Prodotto dalla Keystone Pictures Studio, il film fu completato il 17 ottobre 1914 e distribuito negli Stati Uniti dalla Mutual Film il 7 novembre; è ritenuto un precursore del corto di Stanlio e Ollio La scala musicale (1932). In italiano è stato distribuito anche col titolo Charlot facchino, mentre in inglese come The Musical Tramp, Musical Tramps, The Piano Movers e Charlie as a Piano Mover.

## Trama
Charlot viene assunto come facchino in un negozio di pianoforti. Mentre litiga con il suo collega, al negozio arrivano due clienti: il signor Rich acquista un nuovo pianoforte, mentre il signor Poor non è in grado di pagare quello già acquistato e così il titolare lo avvisa che se lo riprenderà. I due facchini vengono quindi incaricati di consegnare un pianoforte al 666 di Prospect Street e di ritirarne uno al 999 della stessa via. Tuttavia, distratti dalle loro schermaglie, scambiano gli indirizzi e fanno l'esatto contrario di ciò che è stato loro ordinato. Ma mentre si accingono a ritirare il pianoforte del signor Rich, l'intervento del proprietario li fa scivolare con lo strumento lungo una strada in discesa fino a cadere in un lago.

## Distribuzione

### Data di uscita
Le date di uscita internazionali sono state:
- 7 novembre 1914 negli Stati Uniti
- 12 settembre 1915 in Danimarca (Pianoflyttemanden)
- 11 ottobre in Svezia (Charlie som stadsbud)
- 30 dicembre 1918 in Italia
- 10 marzo 1921 in Spagna (Charlot domina el piano)
- ottobre in Finlandia